# Merón (Israel)
Merón (en hebreo, מירון) es un moshav del concejo regional de Merón de Galilea, al Norte de Israel. Situado en la Alta Galilea, se encuentra a unos cinco kilómetros al noroeste de Safed. Fue fundado en 1949, en el mismo lugar que el pueblo bíblico del mismo nombre, por unos cuantos soldados judíos ortodoxos licenciados después de la guerra árabe-israelí de 1948.
El moshav es conocido por la tumba del Rabino Shimon bar Yojai, un rabino del siglo I que contribuyó sustancialmente a la Mishná, citado con frecuencia en el Talmud y a quien se atribuye la redacción del libro cabalístico Zohar. Actualmente, el moshav también es conocido por la concurrida celebración anual del Lag Ba'ómer. También es costumbre ir a Merón para celebrar el Upsherin, el primer corte de pelo de un niño a la tierna edad de tres años.
El 14 de julio de 2006 un cohete lanzado desde el Líbano cayó en Merón, causando la muerte de dos personas –una de ellas un niño de siete años– e hiriendo a varias más. El 15 de julio cayeron en Merón una nueva andanada de cohetes de Hezbolá, esta vez sin causar víctimas.